# Biodiversidad de Venezuela

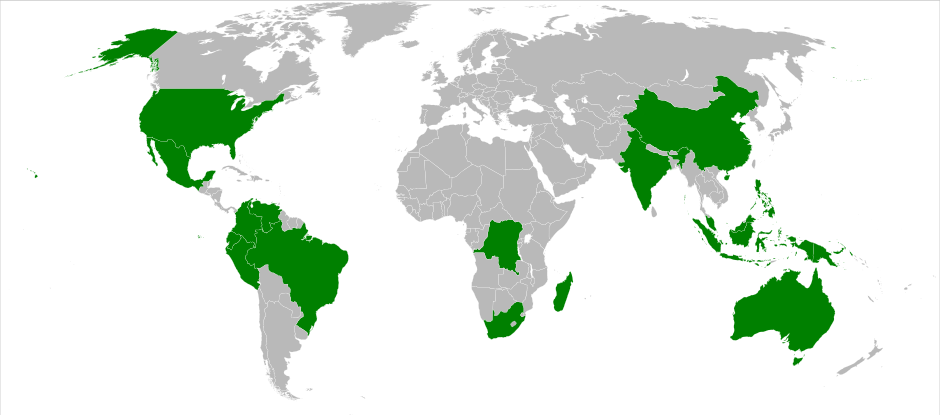
Venezuela es uno de los diecisiete países megadiversos en el mundo.

El país alberga dos áreas que son muy altas en biodiversidad: 1 - Andes Tropicales. 3 - Islas del Mar Caribe.

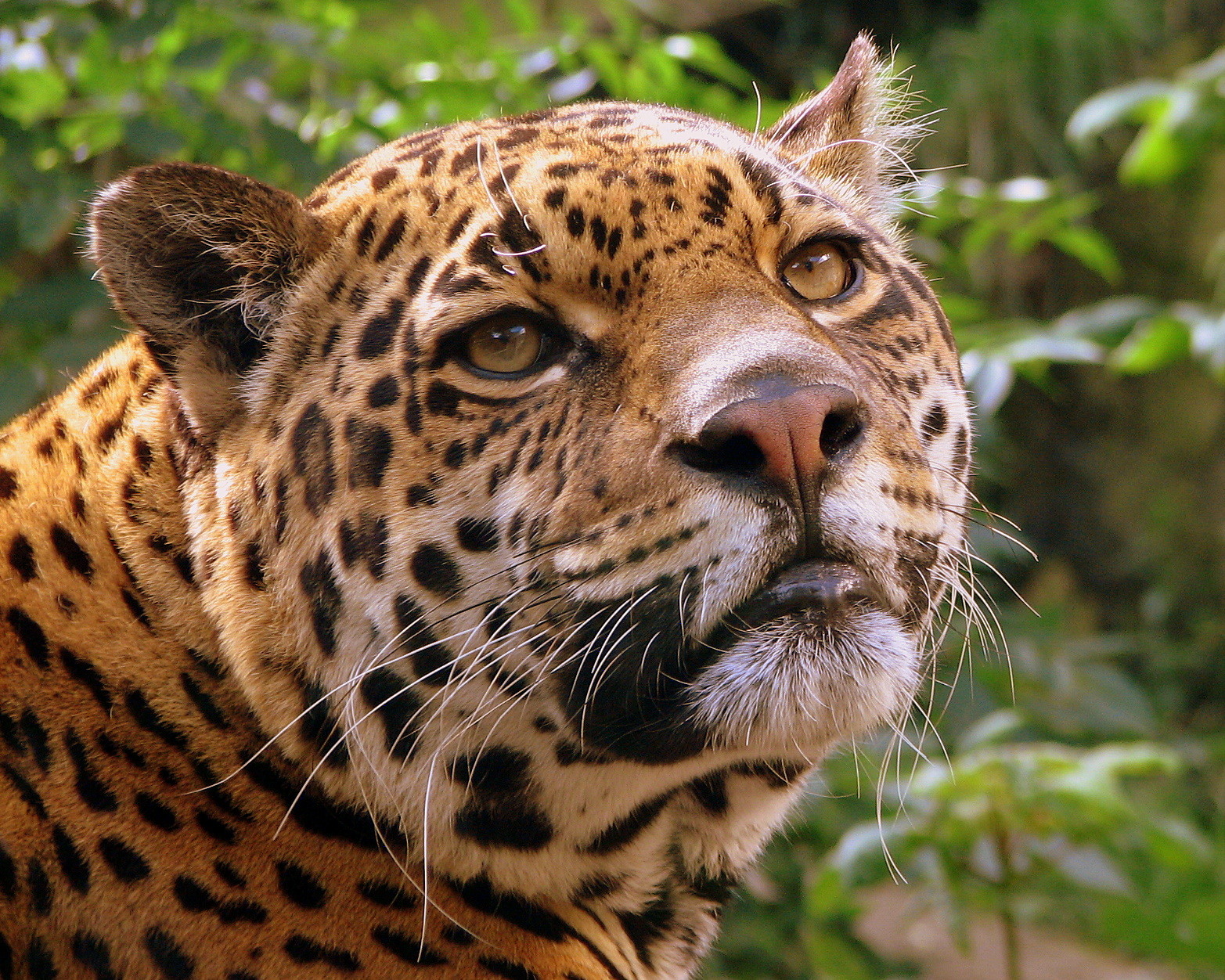
El jaguar habita gran parte del territorio venezolano.

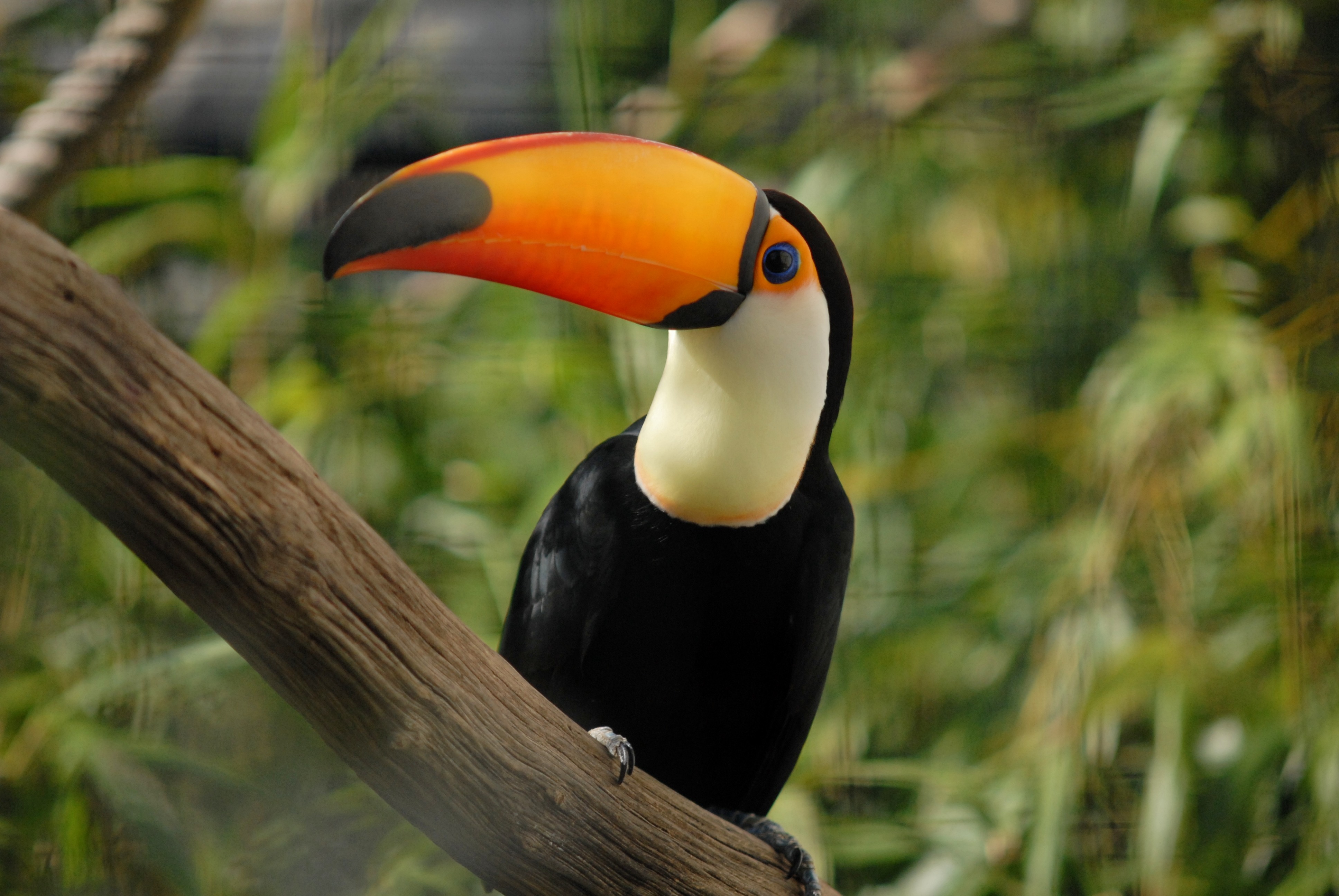
Tucán grande o tucán toco (Ramphastos toco).

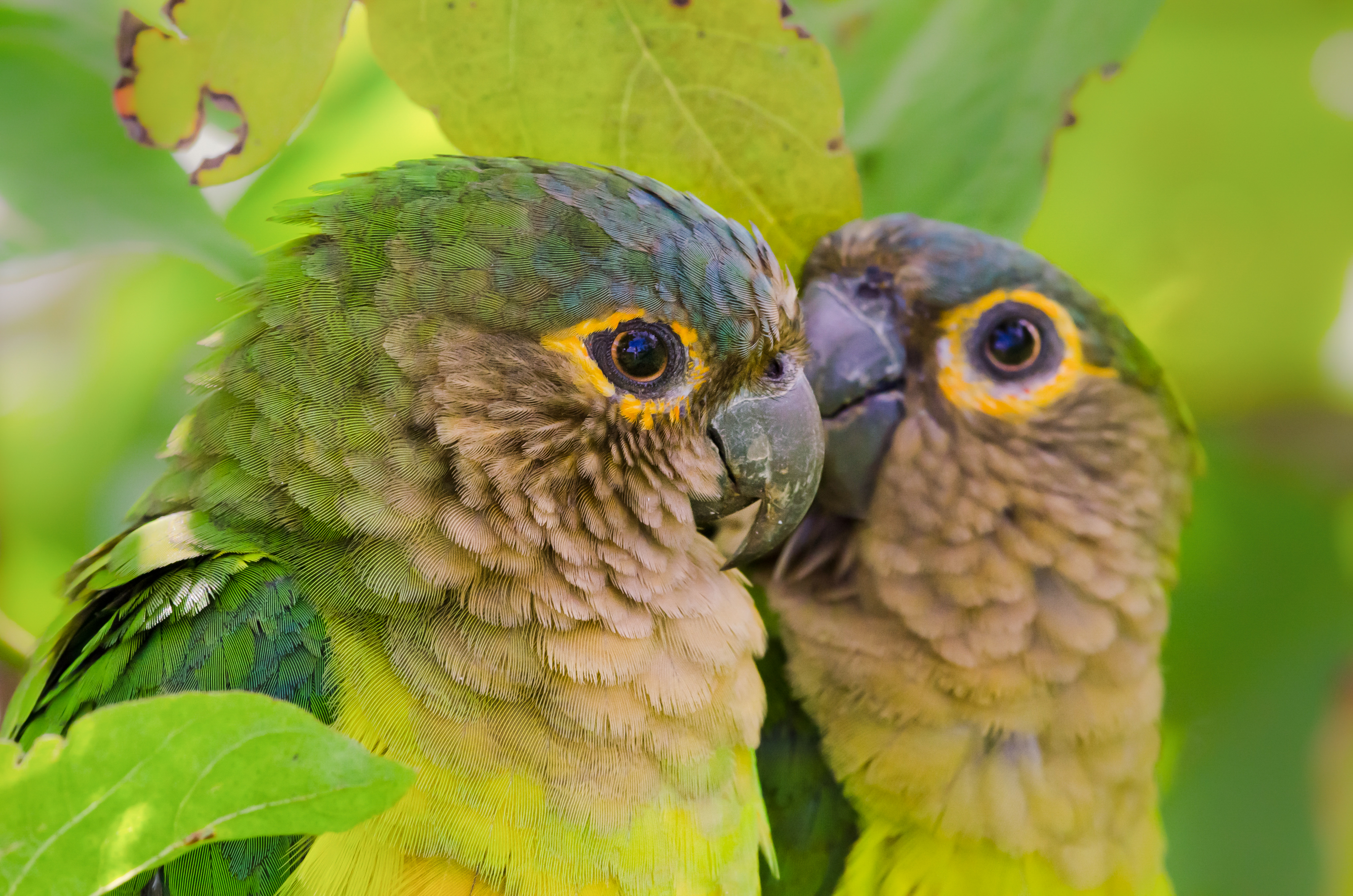
Periquitos (Eupsittula pertinax) en la Gran Sabana, estado Bolívar.

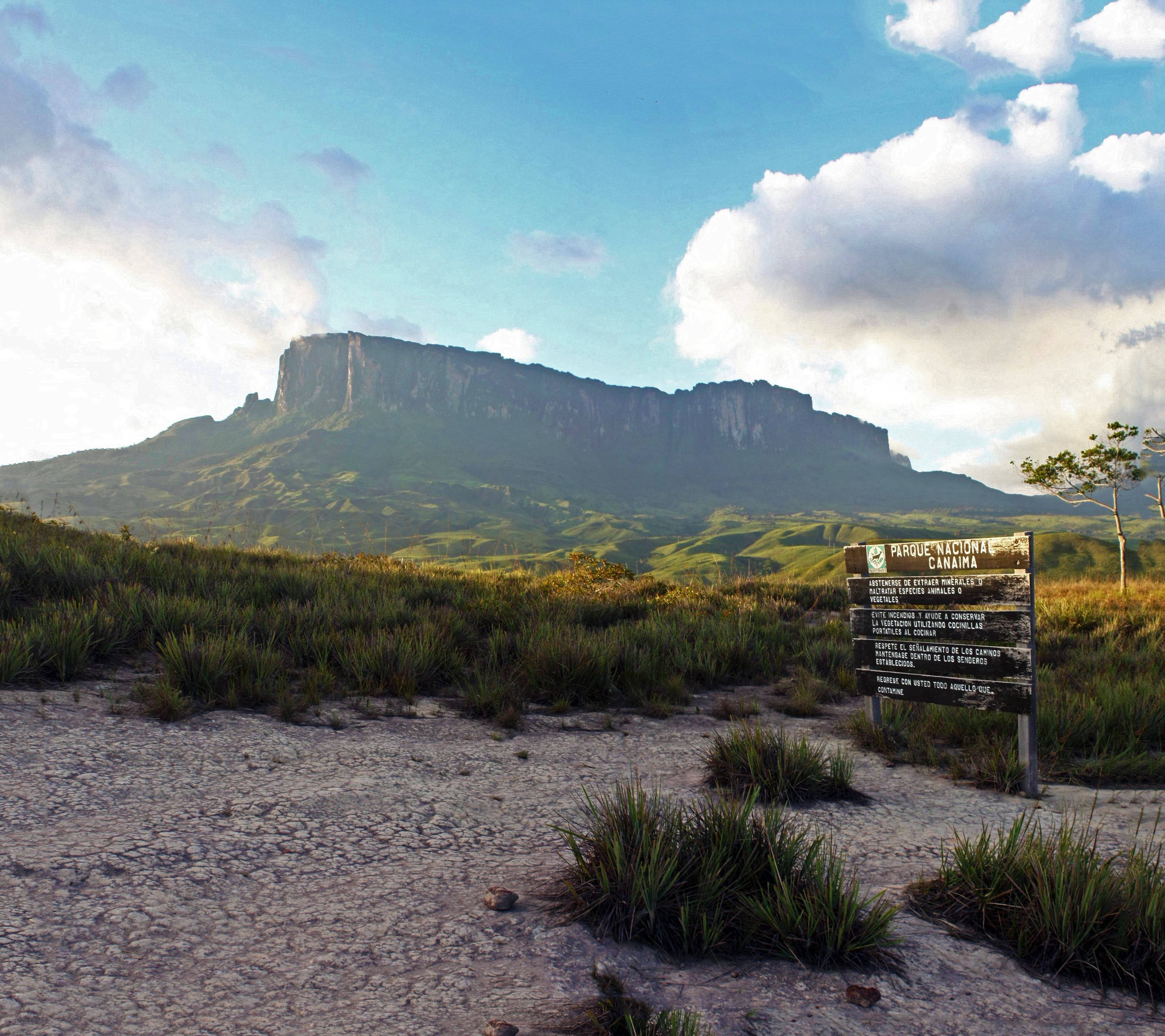
El Parque nacional Canaima en el estado Bolívar, figura como uno de los parques nacionales más grandes del mundo.

Venezuela ocupa el séptimo lugar dentro de los países con mayor biodiversidad del mundo. El país ocupa la quinta posición en el mundo en número de especies de aves, la séptima posición mundial en especies de plantas vasculares, la novena posición mundial en anfibios, la cuarta posición con más especies de peces de agua dulce, y además figura entre los países con más especies de mariposas.
Venezuela posee todo tipo de paisajes y climas en su geografía, desde selvas en la Amazonia y el Escudo guayanés, bosques nublados, bosques lluviosos tropicales y subtropicales, bosque de montaña, bosque de frondosas, manglares, hasta desiertos, bosques secos y matorrales. En la región de los Andes cae nieve, principalmente en localidades como Mucuchíes en el estado Mérida y en las montañas de la cordillera de Mérida, además es la región del país en donde se registran las temperaturas más bajas. En los páramos del estado Mérida es costumbre ver nevadas durante los meses de mayo a octubre. Venezuela también cuenta con sabanas, llanos, cordilleras, tepuyes los cuales son unas montañas o mesetas verticales consideradas como las formaciones rocosas más antiguas del mundo, su origen data del Precámbrico. Venezuela también posee en su geografía grandes lagos, lagunas y ríos así como playas de aguas cristalinas en las costas, y un gran número de islas y archipiélagos en el mar Caribe. Esto convierte a Venezuela en una nación rica en biodiversidad y ecosistemas.
En total hay 45 parques nacionales y 36 monumentos naturales, que equivalen al 21,76 % del territorio venezolano. Los parques nacionales de Venezuela están bajo la administración del Instituto Nacional de Parques (INPARQUES). Por tamaño, 18 parques nacionales tienen más de 1000 km² (kilómetros cuadrados); 15 superan los 2000 km²; 5 pasan de 5000 km², y 4 tienen más de 10 000 km². Los mayores parques de toda Venezuela están en la Guayana, y son el parque nacional El Caura, con 75 000 km², Parque nacional Parima-Tapirapeco, con 39 000 km² y el Parque nacional Canaima, con 30 000 km². Los más pequeños son el Parque nacional Cueva de la Quebrada del Toro, en Falcón, con 48,85 km², y el Parque nacional Cerro El Copey-Jóvito Villalba, en Nueva Esparta.

## Biodiversidad en números
| Clase                      | Grupo                         | Especies |
| -------------------------- | ----------------------------- | -------- |
| Vertebrados                | Mamíferos                     | 351      |
| Vertebrados                | Aves                          | 1360     |
| Vertebrados                | Reptiles (lagartos, culebras) | 341      |
| Vertebrados                | Anfibios                      | 284      |
| Vertebrados                | Peces marinos                 | 791      |
| Vertebrados                | Peces de agua dulce           | 1000     |
| Invertebrados (artrópodos) | Mariposas                     | 3000     |
| Invertebrados (artrópodos) | Insectos                      | 150 000  |
| Invertebrados (artrópodos) | Moluscos marinos              | 1200     |
| Invertebrados (artrópodos) | Esponjas marinas              | 117      |
| Invertebrados (artrópodos) | Corales                       | 200      |
| Invertebrados (artrópodos) | Decápodos marinos             | 520      |
| Invertebrados (artrópodos) | Equinodermos                  | 300      |
| Invertebrados (artrópodos) | Moluscos terrestres           | 600      |
| Invertebrados (artrópodos) | Escarabajos                   | 7000     |
| Invertebrados (artrópodos) | Arácnidos                     | 1040     |
| Invertebrados (artrópodos) | Diptera                       | 3100     |
| Flora                      | Plantas vasculares            | 21 073   |
| Flora                      | Orquídeas                     | 2000     |
| Flora                      | Helechos y parientes          | 1550     |
| Flora                      | Árboles de palma              | 300      |
| Algas                      | Algas de tierra               | 1110     |
| Algas                      | Algas marinas                 | 565      |
| Líquenes                   |                               | 1420     |
| Fungi                      | Macrofungi                    | 1100     |
| Fungi                      | Mohos                         | 310      |
| Fungi                      | Tizones                       | 78       |

## Regiones naturales
Venezuela está dividida en nueve regiones naturales.

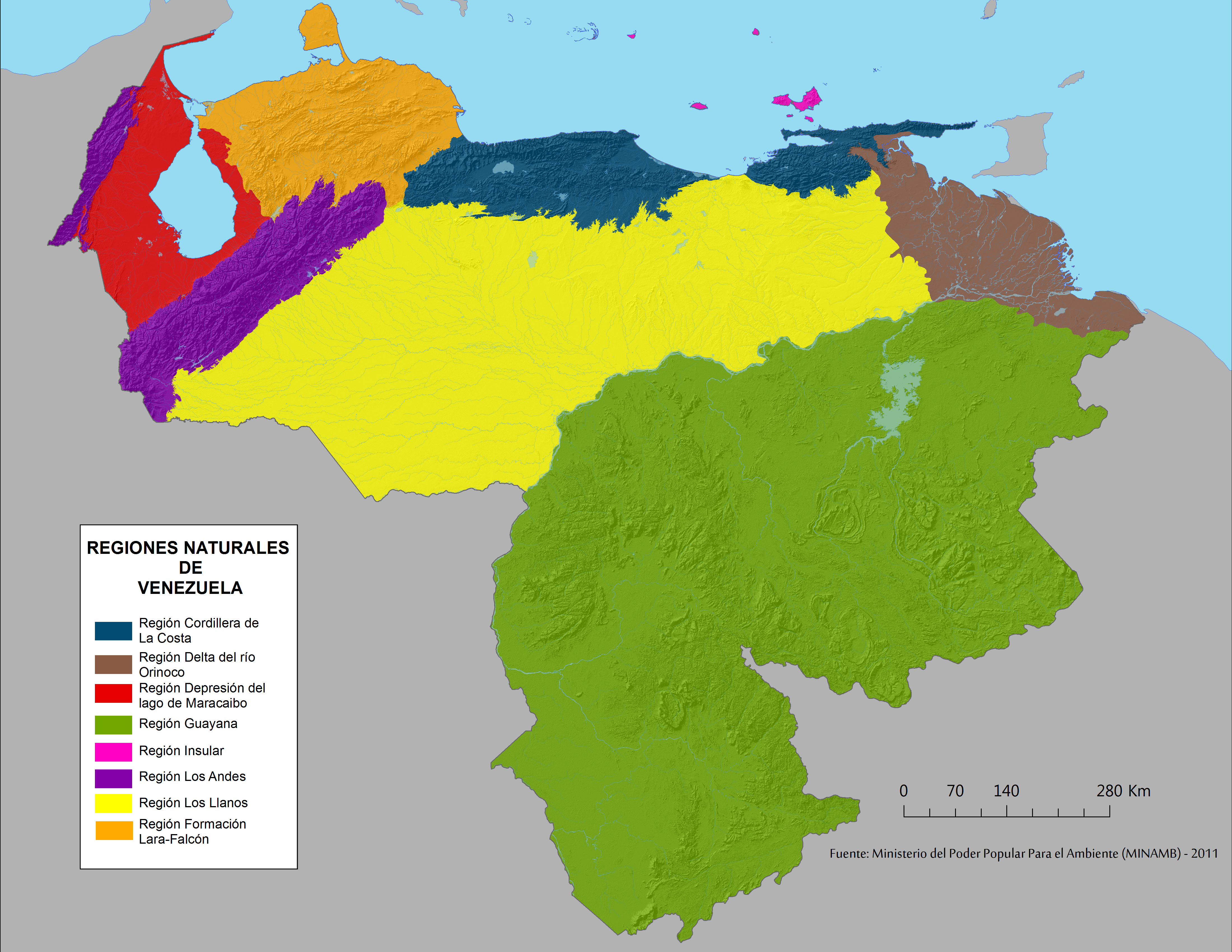
Regiones naturales de Venezuela.

Las nueve regiones en las que está dividida Venezuela, y sus subregiones, son:
- Los Andes
  - La Cordillera de Mérida
- Lago de Maracaibo
  - El Zulia, la serranía del Perijá y el lago propiamente dicho.
- Insular
  - La isla de Margarita, la isla de Coche y la isla de Cubagua, que forman el estado Nueva Esparta.
  - Las islas de Sotavento venezolanas.
- Cordillera Central
  - El lago de Valencia, la llanura de Barlovento, los valles del Tuy, los altos Mirandinos y el macizo de Nirgua. Se divide en la cordillera de la Costa y la serranía del Interior. Es el lado occidental de la cordillera Caribe. La cordillera de la Costa es visible hasta el cabo Codera, continúa bajo las aguas de la fosa de Cariaco, y resurge en las penínsulas de Araya y Paria. La Serranía del Interior se separa del macizo de Turimiquire, perteneciente a la Cordillera Oriental, por la depresión de Unare .
- Cordillera Oriental
  - El Macizo de Turimiquire y las penínsulas de Araya y Paria, cuyas montañas son la continuación de la Cordillera de la Costa. Incluye el golfo de Paria. Es el lado oriental de la Cordillera Caribe. El Macizo se separa de la Serranía del Interior, perteneciente a la Cordillera Central, por la depresión de Unare.
- Sistema Deltaico
  - El delta del Orinoco.
- Los Llanos
  - Los Llanos del Orinoco. Se subdividen en los Llanos Altos al norte y los Llanos Bajos al sur.
- Sur del Orinoco
  - La Amazonía, La Guayana Venezolana y la Gran Sabana.
- Formación Lara-Falcón o Sistema Coriano
  - Los médanos de Coro y su istmo, la península de Paraguaná, las sierras de San Luis, Aroa, Buena Vista, Churuguara, Barigua, y Siruma.

## Puntos calientes de biodiversidad
Venezuela acoge dos puntos calientes de biodiversidad; los Andes Tropicales y el mar Caribe El país es parte de la Red Mundial de Reservas de la Biosfera con dos reservas de biosfera:
| Nombre            | Imagen | Notas |
| ----------------- | ------ | ----- |
| Delta del Orinoco |        |       |
| Casiquiare        |        |       |

## Especies

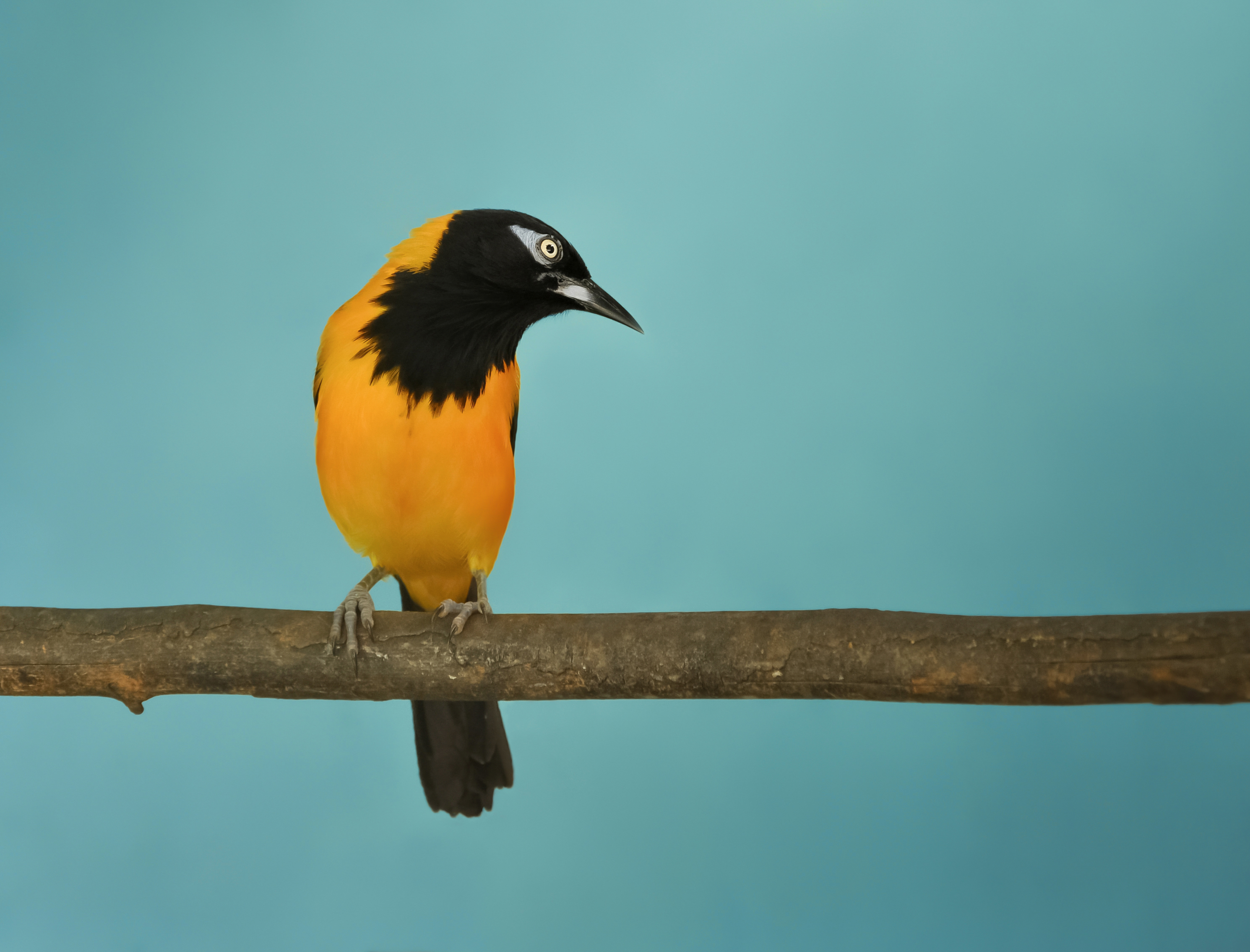
El turpial (Icterus icterus) ave nacional de Venezuela.

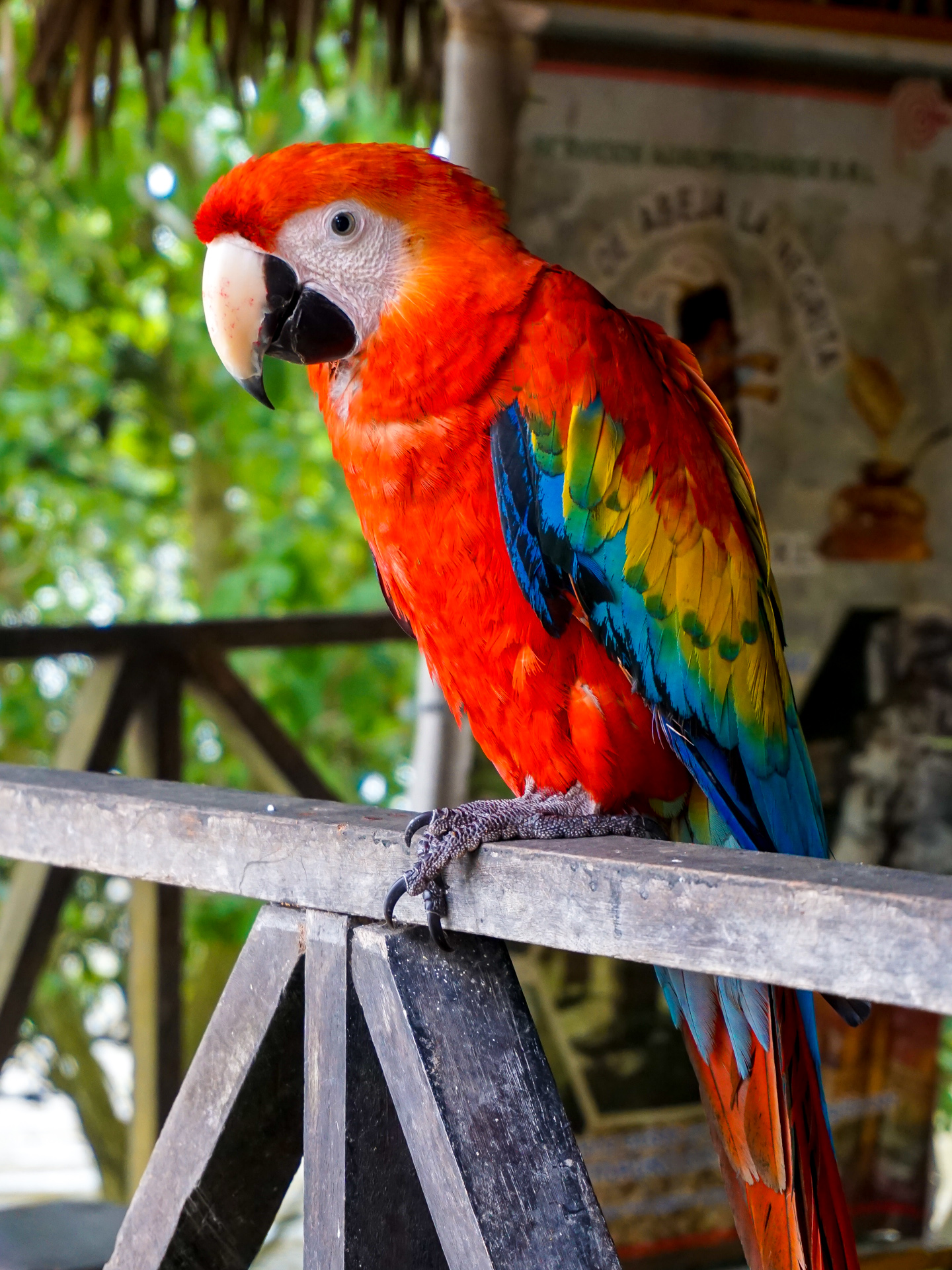
La guacamaya, ave que habita gran parte del territorio venezolano.

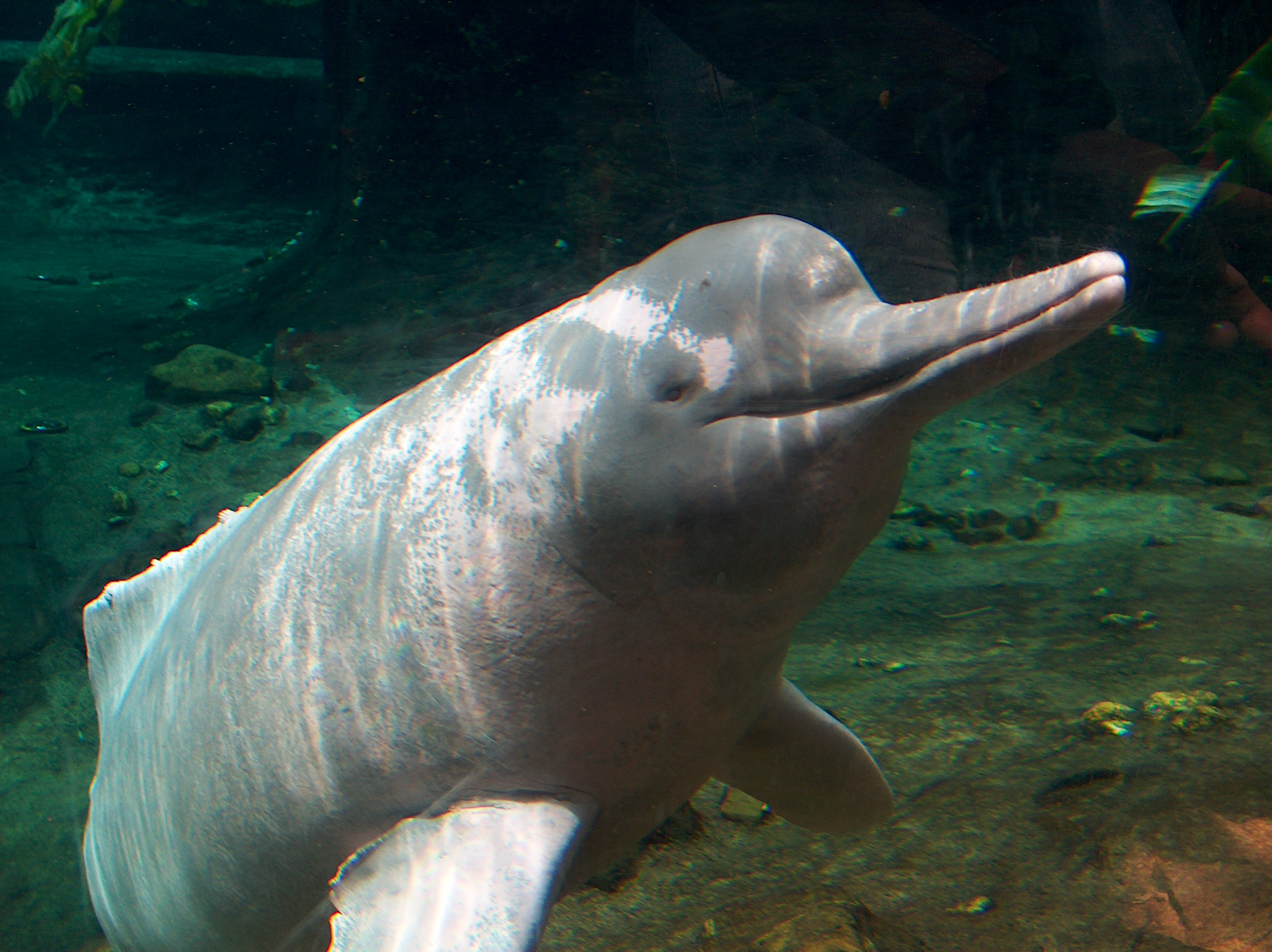
El delfín rosado del orinoco o más conocida como la tonina habita en la región amazónica y del escudo guayanés de Venezuela.

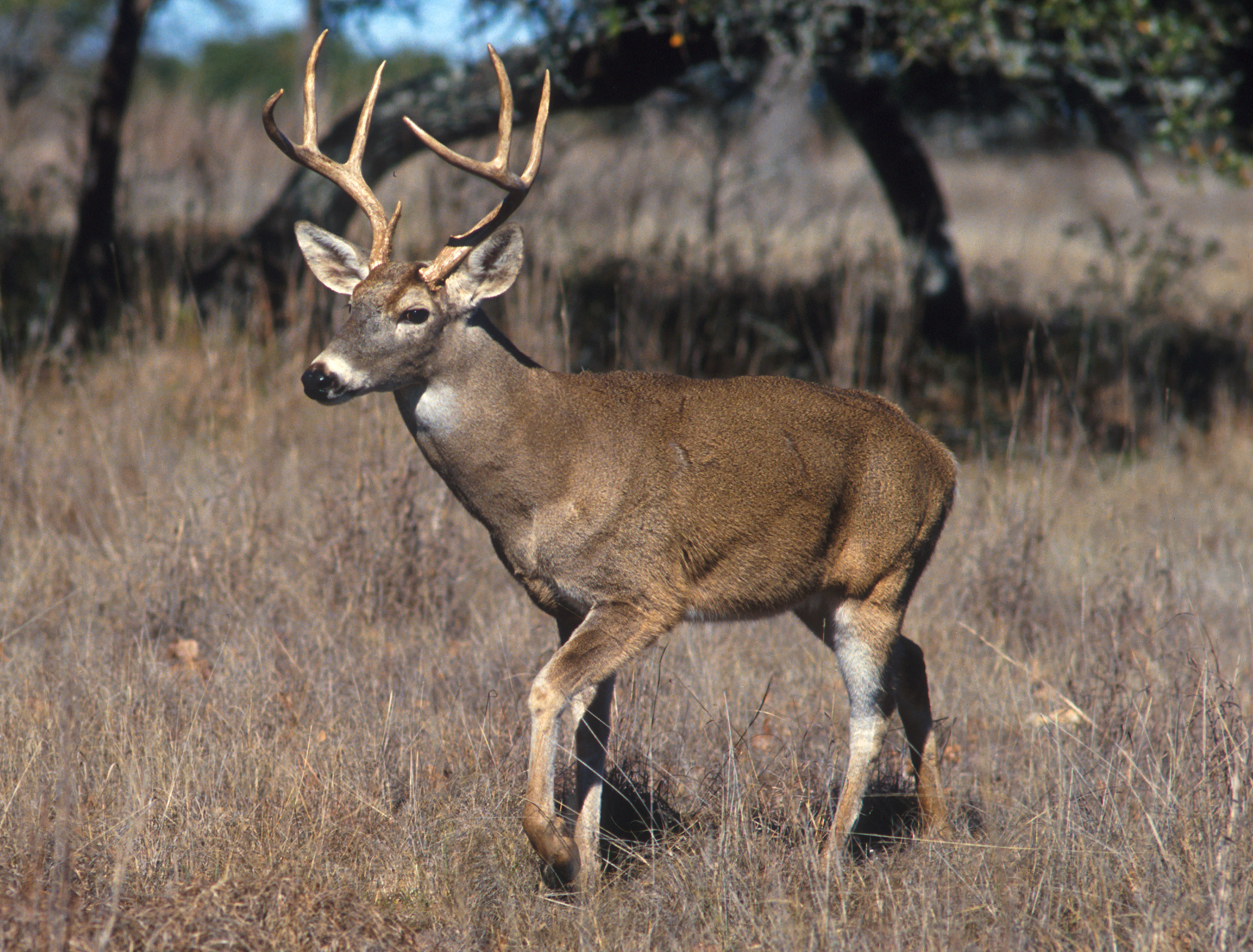
El Ciervo de cola blanca.

### Fauna endémica y no endémica seleccionada
| Nombre                      | Especie                       | Imagen |
| --------------------------- | ----------------------------- | ------ |
| Mono aullador rojo          | Alouatta seniculus            |        |
| Comadreja andina            | Mustela frenata               |        |
| Mono ardilla                | Saimiri sciureus              |        |
| Tapir de Montaña            | Tapirus pinchaque             |        |
| Mono araña negro            | Ateles paniscus               |        |
| Oso frontino                | Tremarctos ornatus            |        |
| Saki cariblanco             | Saguinus leucopus             |        |
| Zarigüeya lanuda            | Caluromys philander           |        |
| Tucán piquiverde            | Ramphastos sulfuratus         |        |
| flamingo Americano          | Phoenicopterus ruber          |        |
| Cóndor andino               | Vultur gryphus                |        |
| Paují de copete             | Crax daubentoni               |        |
| Cunaguaro                   | Leopardus pardalis            |        |
| Carancho norteño            | Caracara cheriway             |        |
| Garceta grande              | Ardea alba                    |        |
| Colibrí coliblanco          | Campylopterus ensipennis      |        |
| Garceta azul                | Egretta caerulea              |        |
| Tangará bonito              | Chlorophonia cyanea           |        |
| Garceta nívea               | Egretta thula                 |        |
| Perico Ala Marrón - Churica | Brotogeris jugularis          |        |
| Geco cabeza amarilla        | Gonatodes albogularis         |        |
| Tortuga verde marina        | Chelonia mydas                |        |
| Cola látigo arcoíris        | Cnemidophorus lemniscatus     |        |
| Caimán de anteojos          | Caiman crocodilus             |        |
| Anolis                      | Norops mariarum               |        |
| Phyllomedusa vaillantii     | Phyllomedusa vaillantii       |        |
| Rana de tepuy               | Anomaloglossus roraima        |        |
| Rana dardo venenosa         | Dendrobates tinctorius        |        |
| Rana lémur naranja          | Phyllomedusa tomopterna       |        |
|                             | Oreophrynella quelchii        |        |
| Verde discus                | Symphysodon tarzoo            |        |
| redhump eartheater          | Geophagus steindachneri       |        |
| morena manchada             | Gymnothorax moringa           |        |
| Malpelo wrasse              | Halichoeres malpelo           |        |
| Pez ángel reina             | Holacanthus ciliaris          |        |
| Tucunaré                    | Cichla ocellaris              |        |
| Pez loro azul               | Scarus coeruleus              |        |
|                             | Labrisomus dendriticus        |        |
| Mariposa monarca            | Danaus plexippus              |        |
| Clysonymus longwing         | Heliconius clysonymus         |        |
| Belleza Dirce               | Colobura dirce                |        |
| Princesa Roja               | Anartia amathea               |        |
| Mariposa morpho azul        | Morpho                        |        |
| Milano de cola corta        | Protographium agesilaus       |        |
| Tarántula azul de Paraguaná | Chromatopelma cyaneopubescens |        |
|                             | Greta oto                     |        |
| Caracol ramshorn gigante    | Marisa cornuarietis           |        |
| Agua mala Falsa medusa      | Physalia physalis             |        |
|                             | Babosa de mar                 |        |

### Flora endémica y no endémica seleccionada

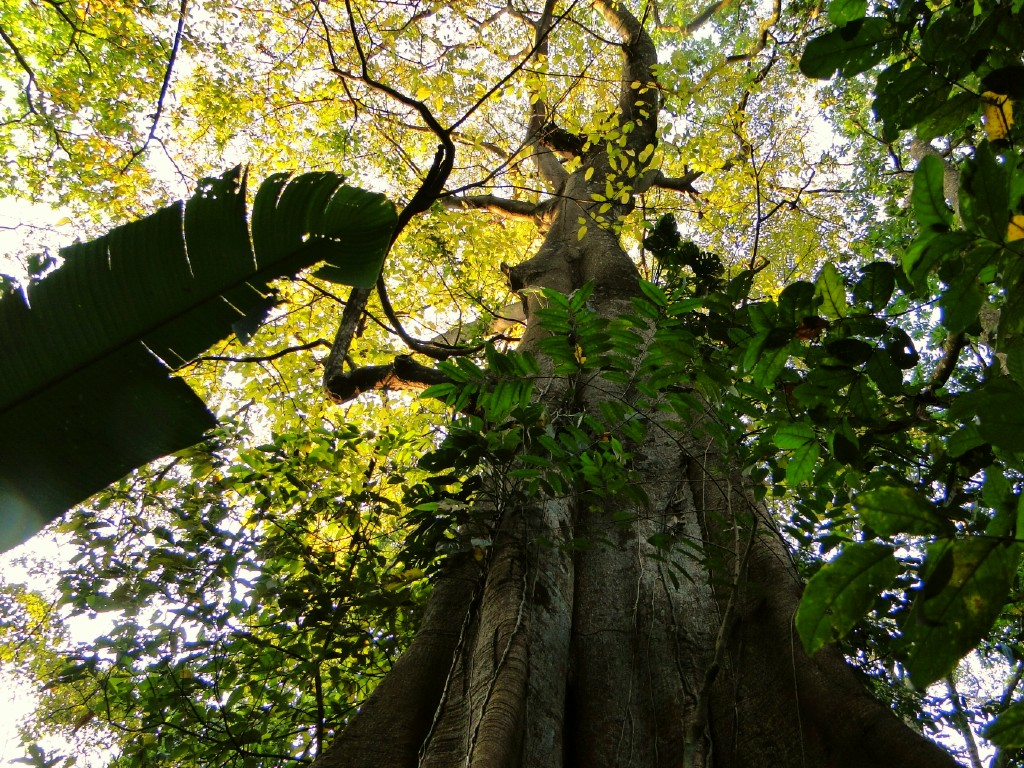
Gyranthera caribensis árbol endémico de la cordillera de la costa venezolana.

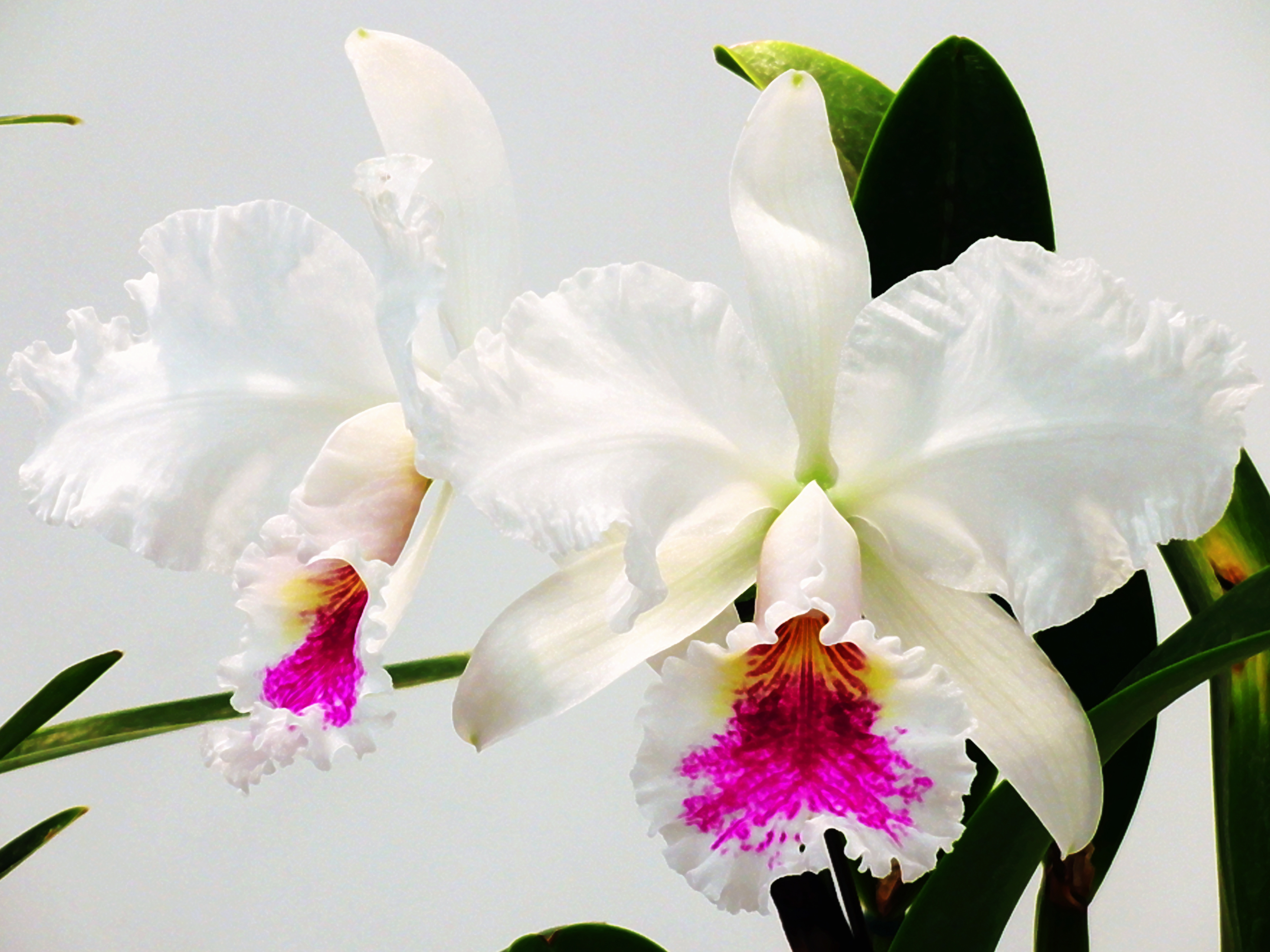
(Cattleya jenmanii).

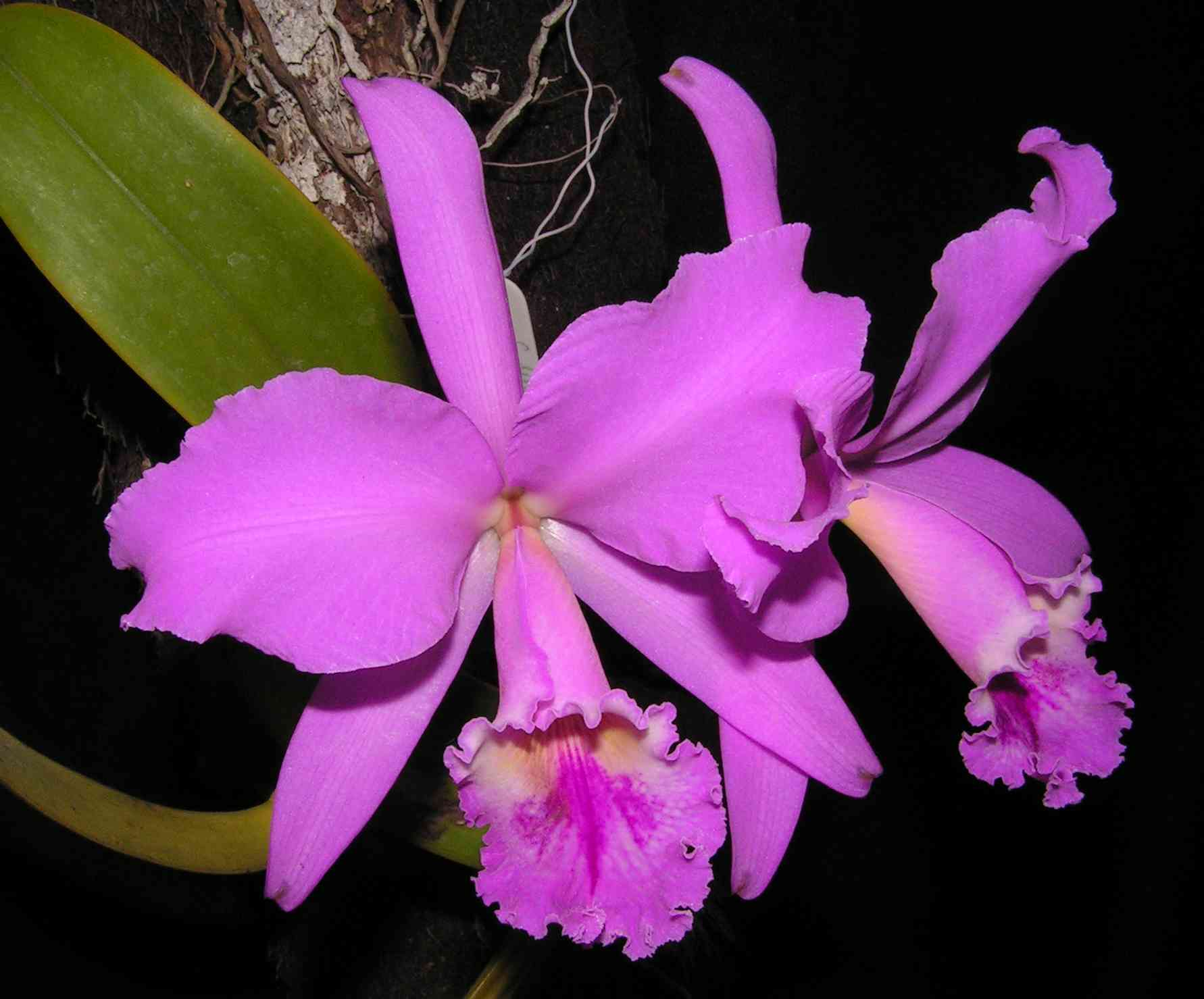
(Cattleya labiata).

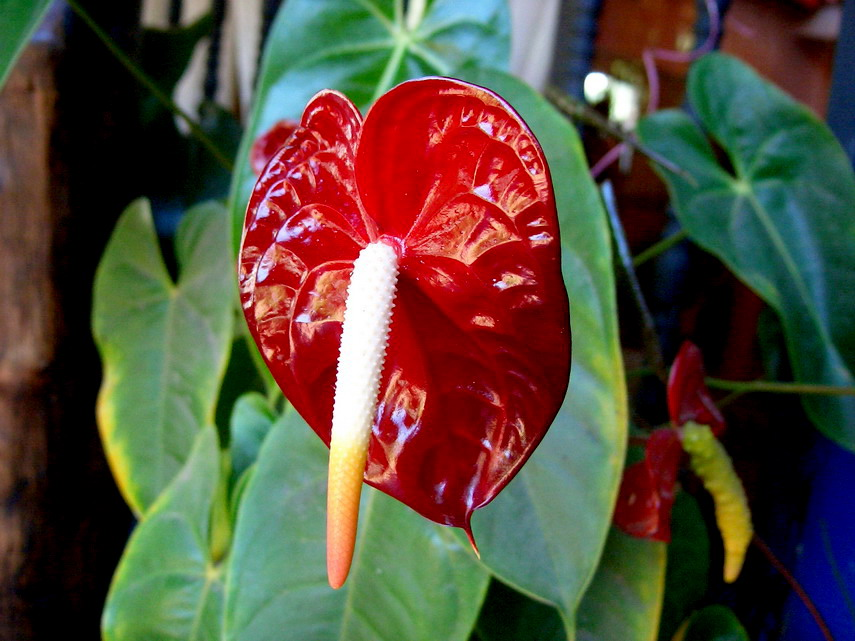
Alguna especie de (Anthurium).

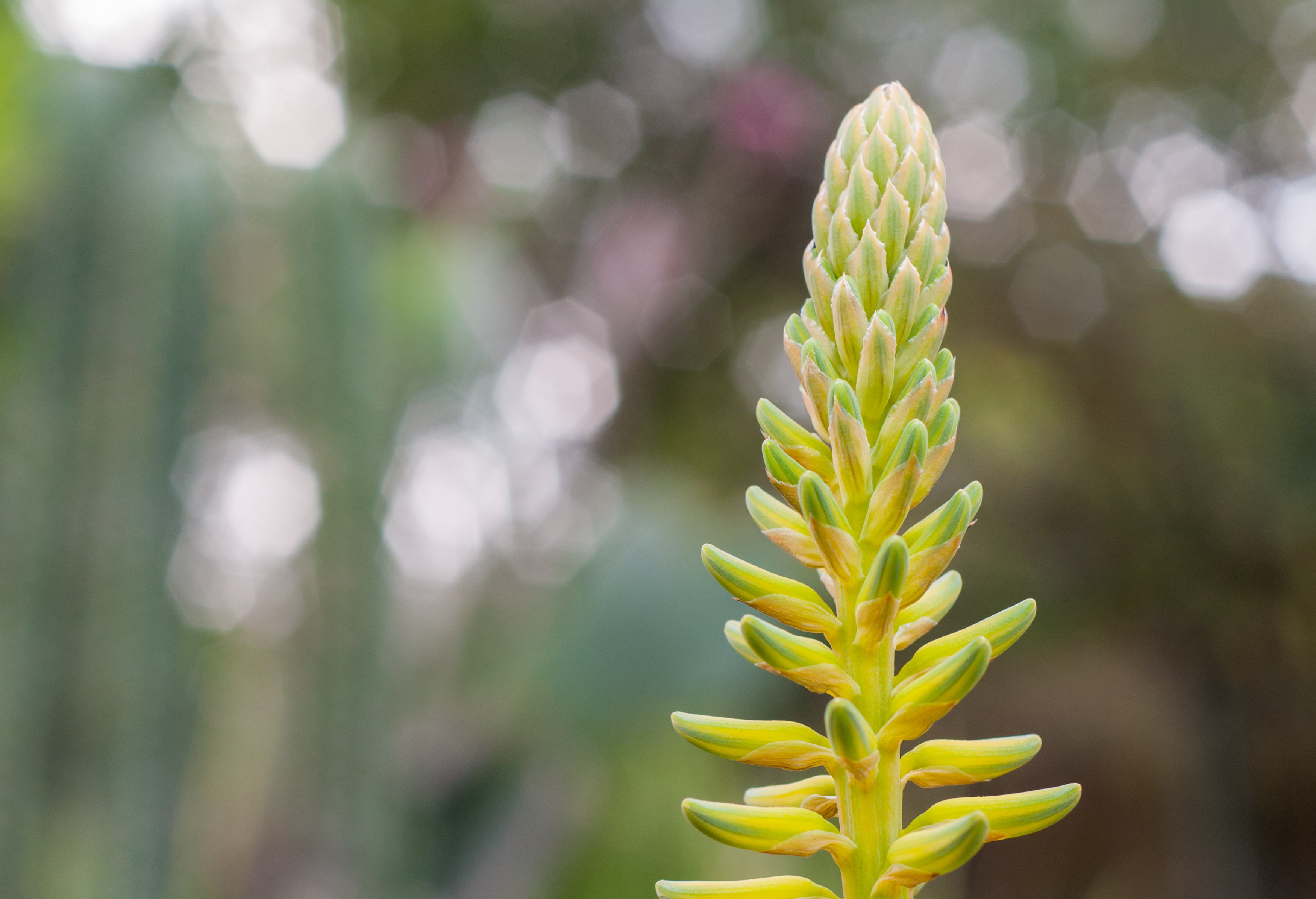
(Agave cocui).

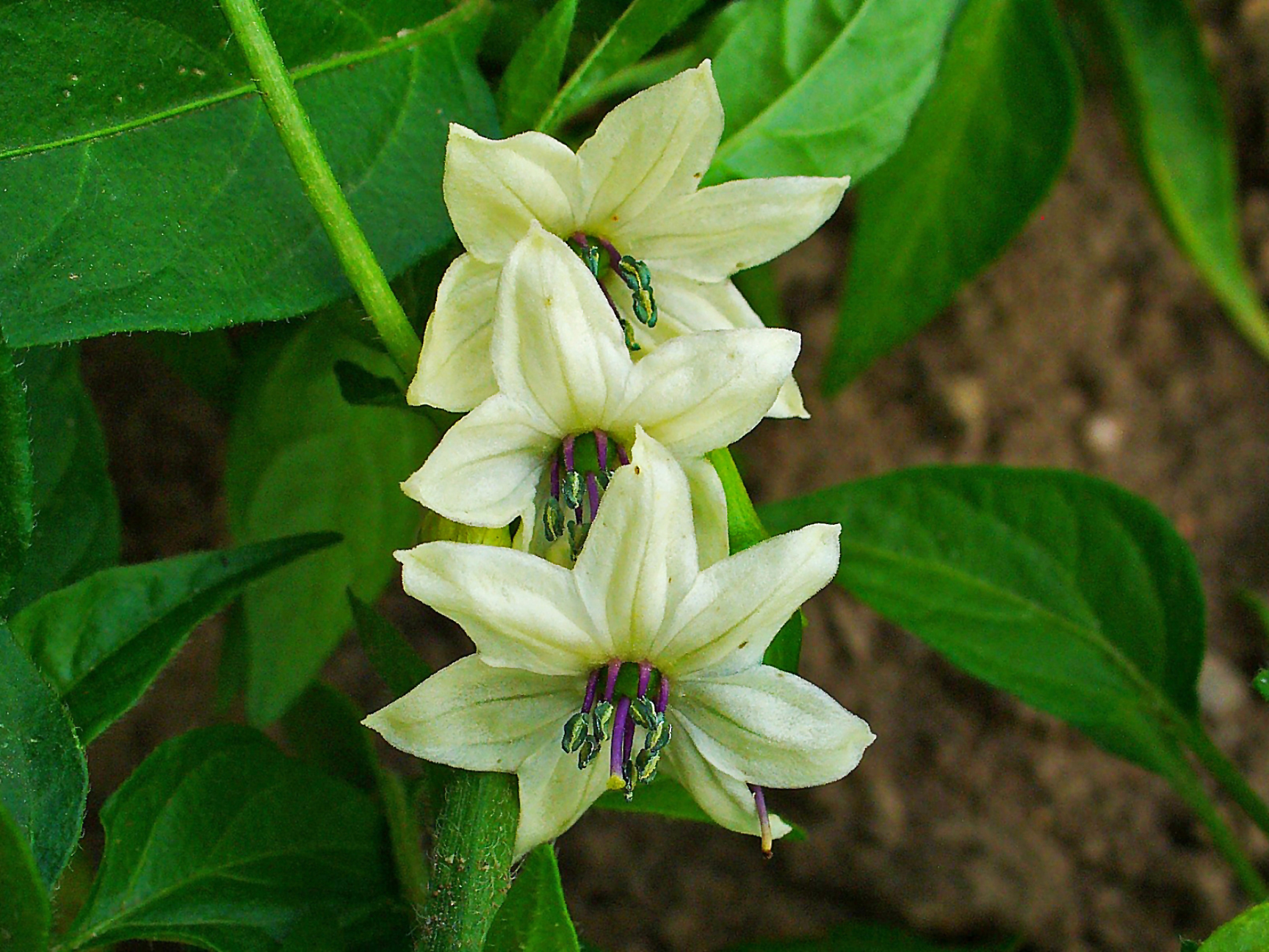
(Capsicum frutescens).

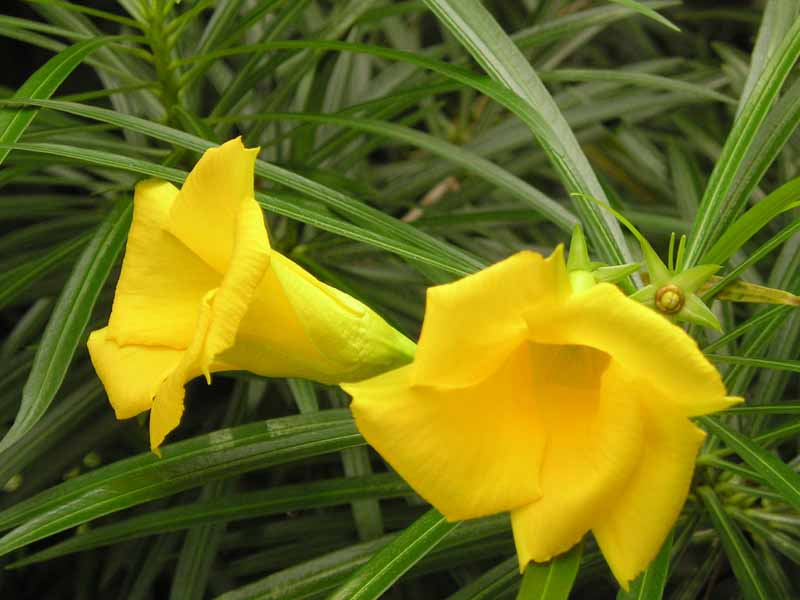
(Cascabela thevetia).

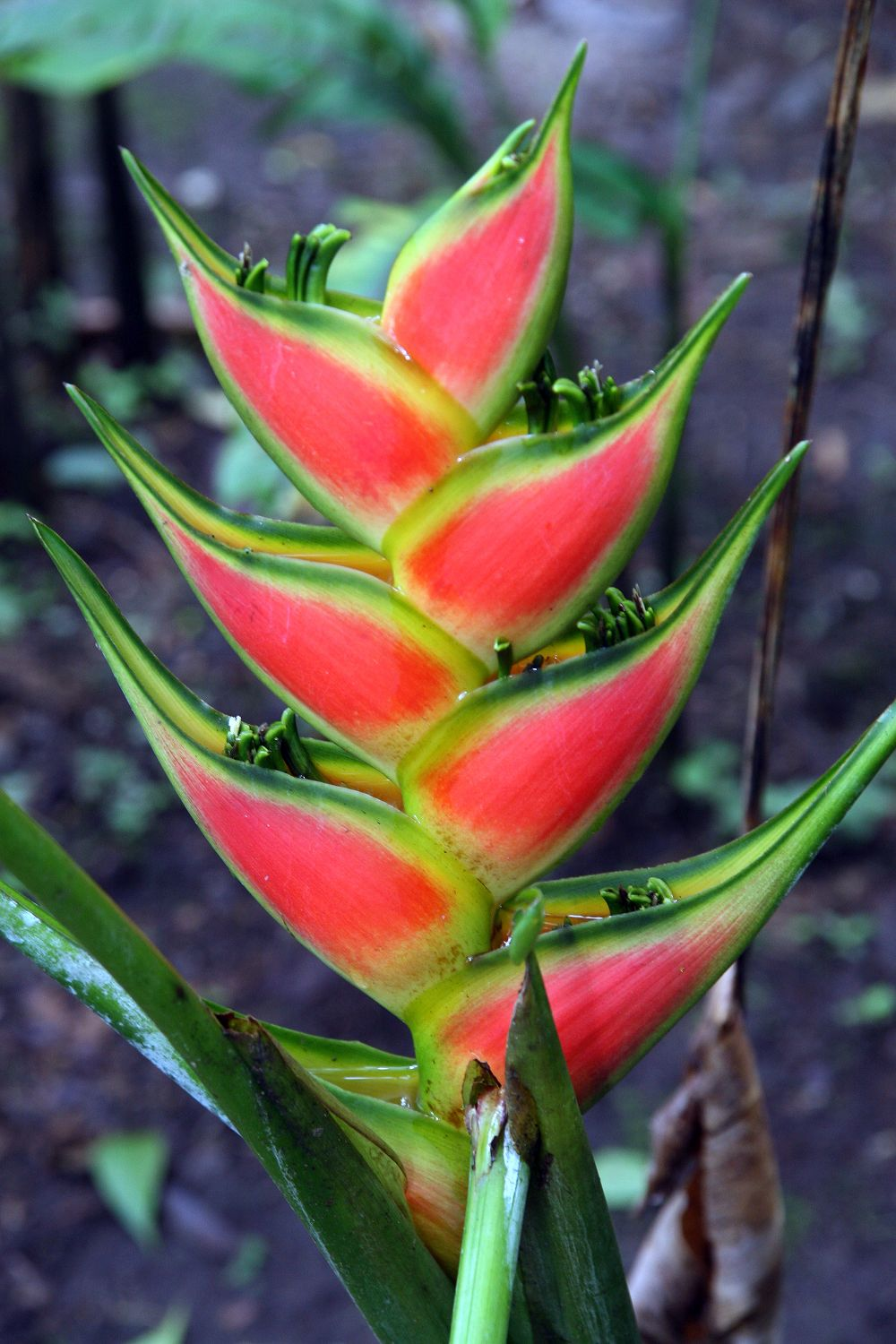
(Heliconia wagneriana).

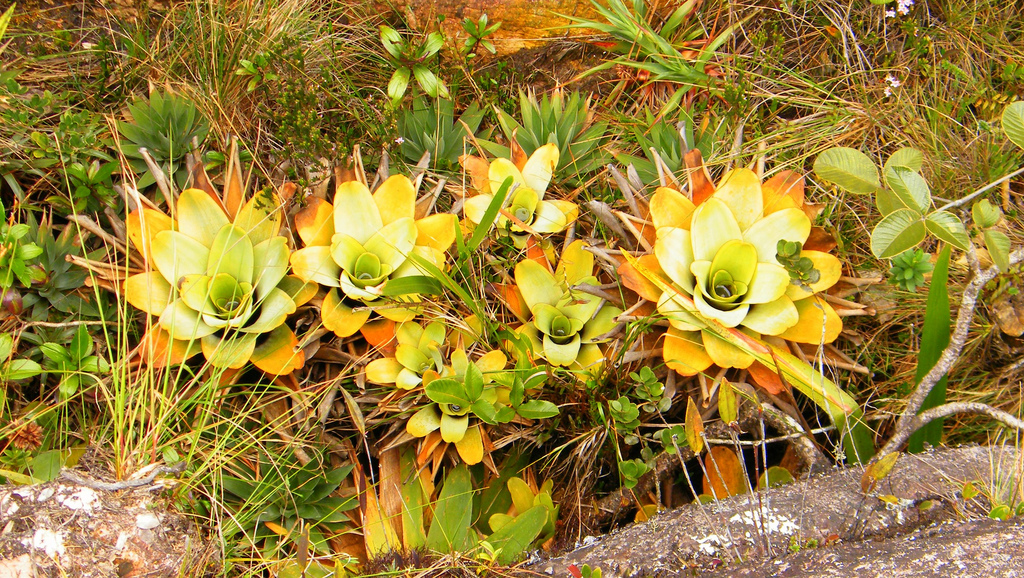
(Brocchinia tatei).

| Nombre    | Especie                                   | Imagen |
| --------- | ----------------------------------------- | ------ |
| Orquídea  | Cattleya mossiae (Flor nacional)          |        |
| Araguaney | Handroanthus chrysanthus (Árbol nacional) |        |

- Aciotis olivieriana
- Ada glumacea
- Ada keiliana
- Ada ocanensis
- Adelia ricinella
- Bifrenaria longicornis
- Bifrenaria steyermarkii
- Bifrenaria venezuelana
- Calycophyllum candidissimum
- Campomanesia aromatica
- Cyperus ligularis
- Dichaea muricata
- Dichaea picta
- Digitaria eriantha
- Equisetum giganteum
- Euphorbia milii
- Erycina pusilla
- Guacamaya (planta)
- Guaiacum officinale
- Ipomoea parasitica
- Juglans venezuelensis
- Masdevallia civilis
- Masdevallia elephanticeps
- Masdevallia wageneriana
- Mammillaria
- Melicoccus bijugatus
- Melocactus andinus
- Opisthocentra clidemioides
- Paphinia cristata
- Passiflora ligularis
- Parahancornia fasciculata
- Restrepia brachypus
- Rhipsalis micrantha
- Scaphyglottis prolifera
- Stipa ichu

### Flora de la Gran Sabana
En la Gran Sabana se pueden encontrar diversos tipos de plantas, árboles y flores únicas que solo crecen en esa parte geográfica del país, se pueden encontrar desde árboles enormes hasta helechos, flores, plantas carnívoras, y una gran cantidad de orquídeas endémicas de la zona.
|                                          |
| Parte de la vegetación en la Gran Sabana |

|                |
| Flor silvestre |

|                      |
| Utricularia quelchii |

|                             |
| Flor de Curatella americana |

|                               |
| Orquídea Sobralia stenophylla |

|                              |
| Vegetación del Monte Roraima |

|                        |
| Melastomatacea comolia |

|                                |
| Brocchinia sp. del Ptarí tepui |

|                                          |
| Heliamphora purpurascens del Ptarí tepui |

|                     |
| Cyrilla racemiflora |

|                                         |
| Heliamphora nutans; Orectanthe sceptrum |

|                       |
| Paepalanthus convexus |

|                   |
| Bonnetia roraimae |

|          |
| Bromelia |

|                       |
| Stegolepis guianensis |

|                                   |
| Drosera roraimae Planta carnívora |

|                     |
| Cyrilla racemiflora |

|                    |
| Heliamphora nutans |

|                   |
| Bejaria imthurnii |

|                                             |
| Árboles únicos en la cima del Monte Roraima |

## Panoramas

Sierra La Culata, estado Mérida.

Playa guamache, Isla de Margarita, estado Nueva Esparta.

### Hongos endémicos seleccionados

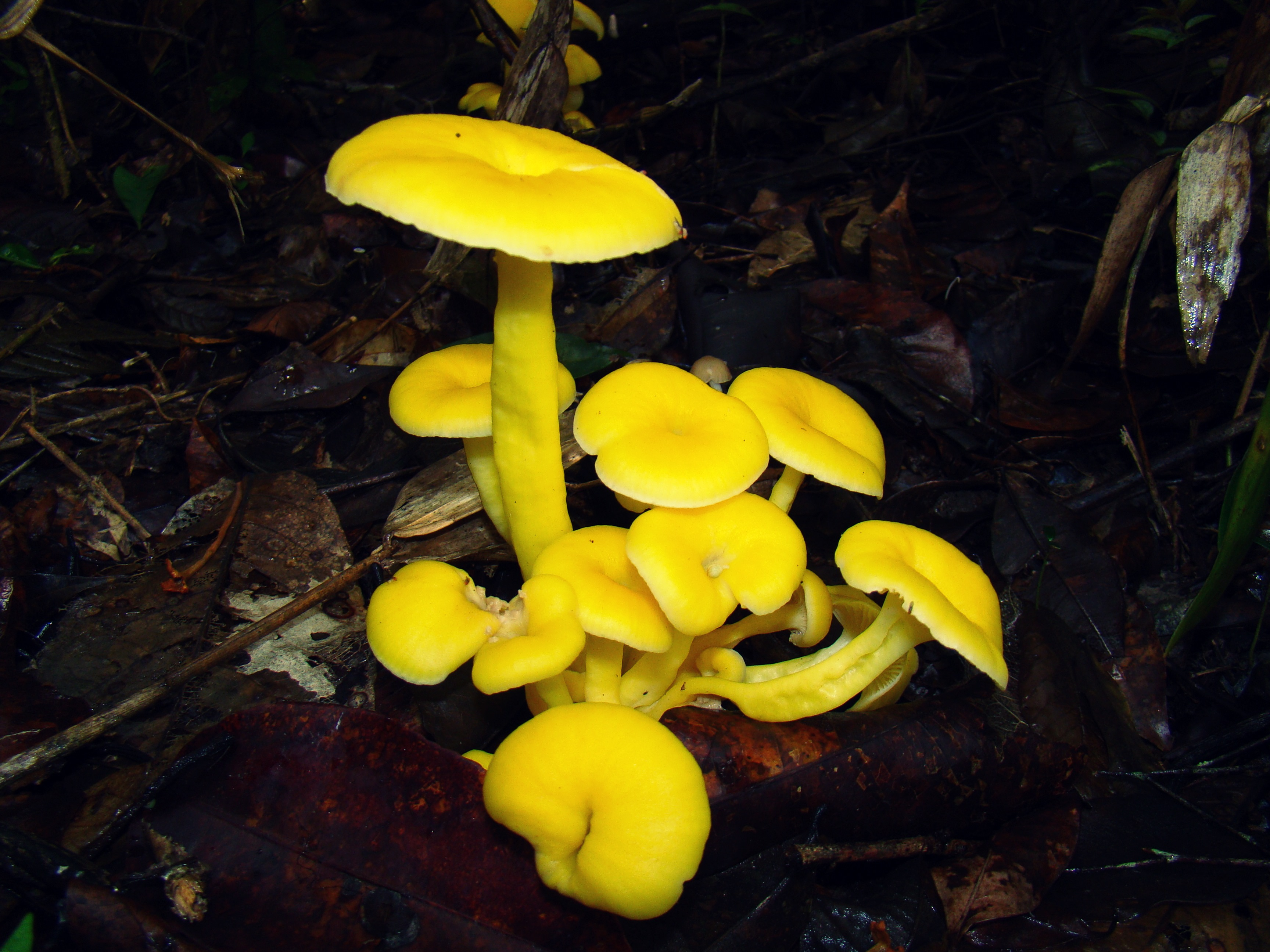
Alguna especie de hongo en el Parque nacional Canaima.

| Nombre                  | Imagen |
| ----------------------- | ------ |
| Cookeina tricholoma     |        |
| Favolus brasiliensis    |        |
| Oudemansiella platensis |        |

## Galería

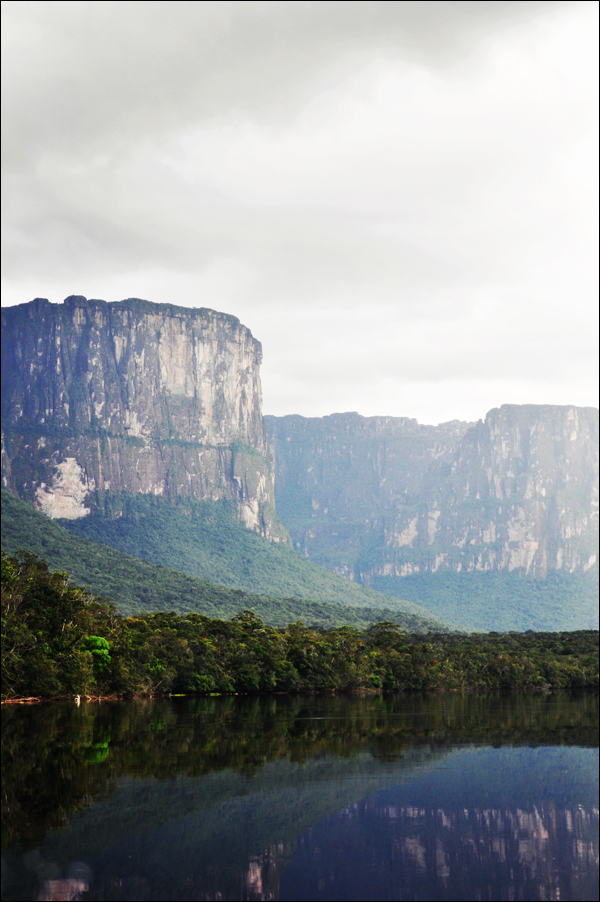
Tepuyes en el Parque nacional Canaima.
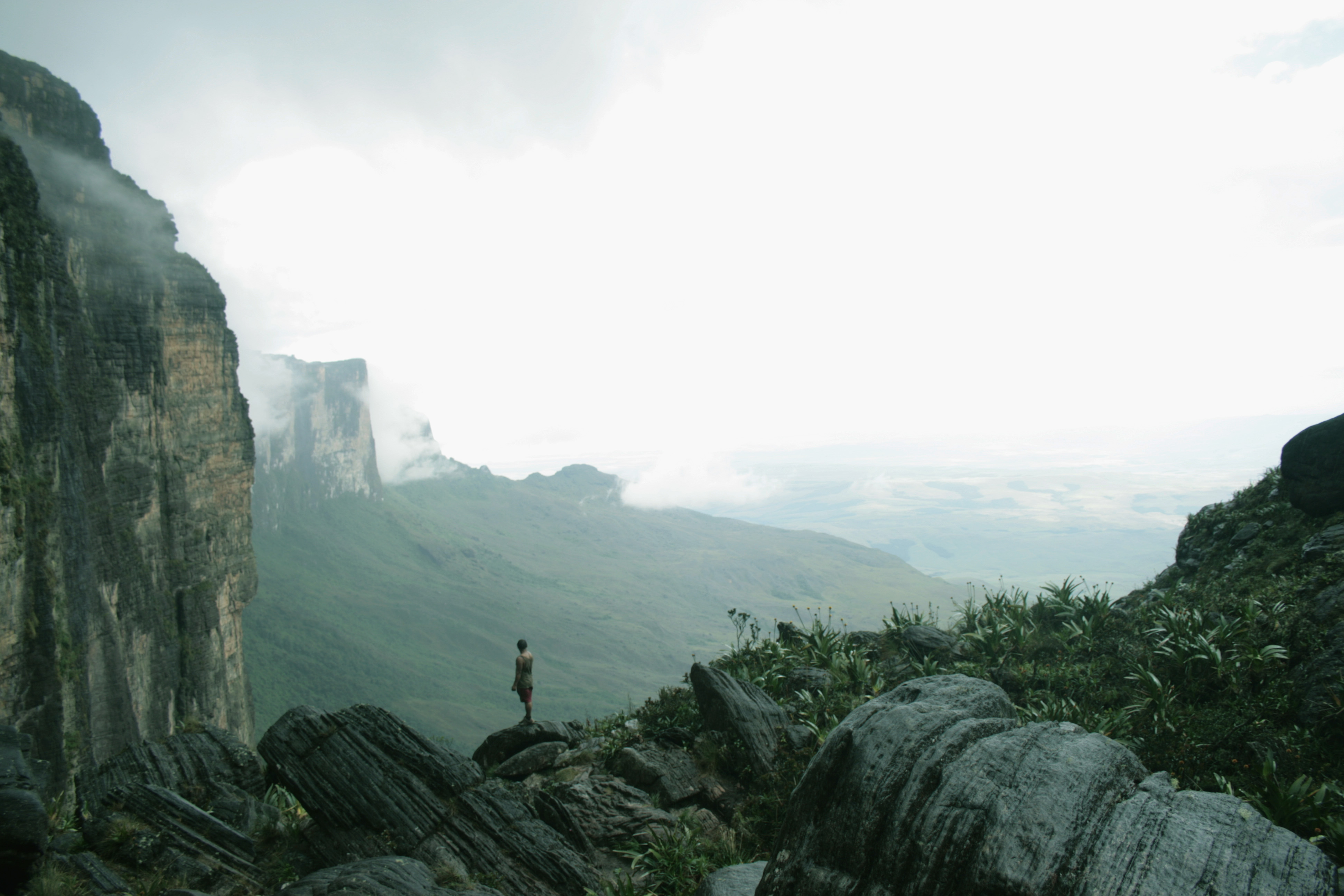
Cima del Monte Roraima.
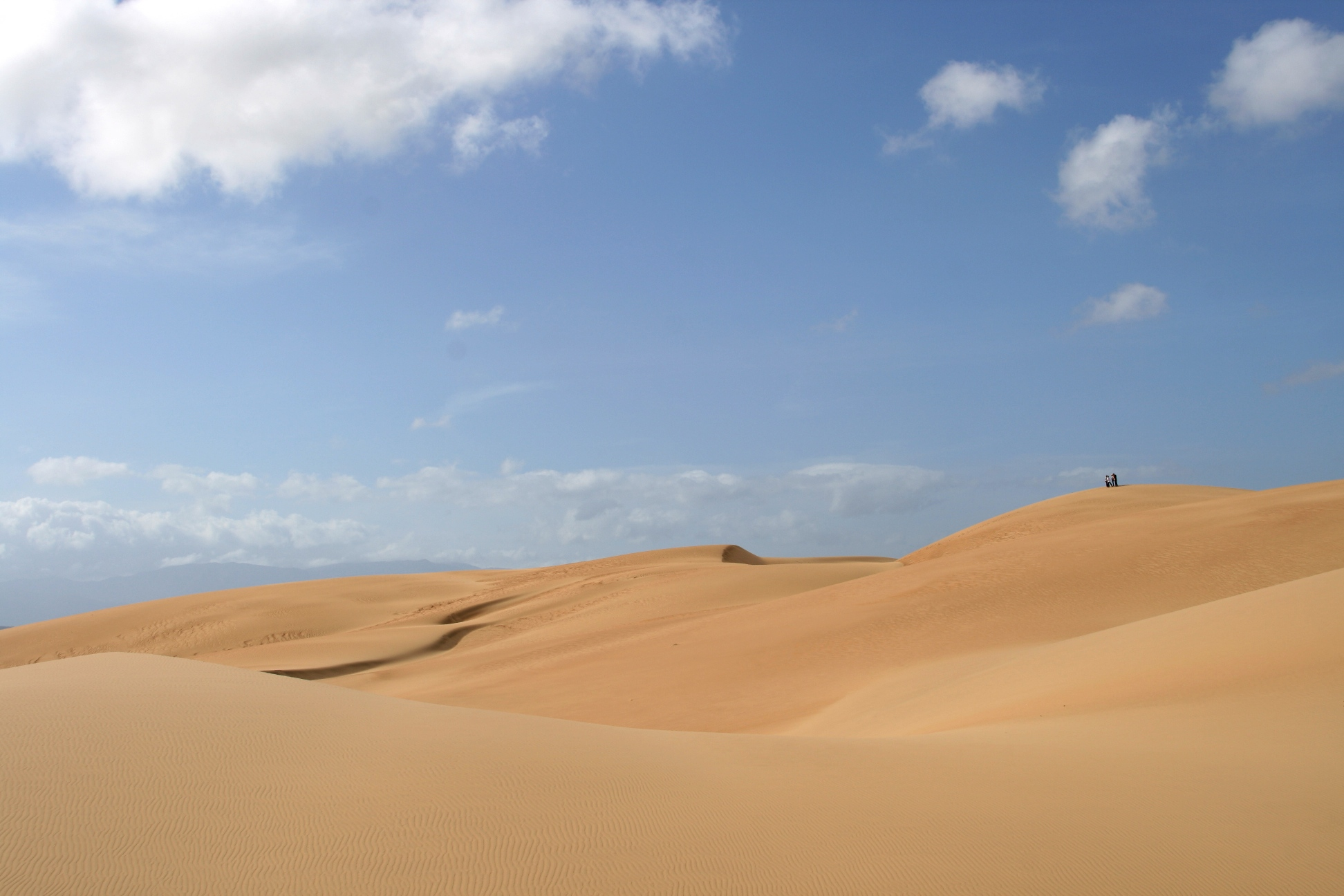
Dunas en el Parque nacional Los Médanos de Coro.
Pico Humboldt en la Sierra Nevada de Mérida.
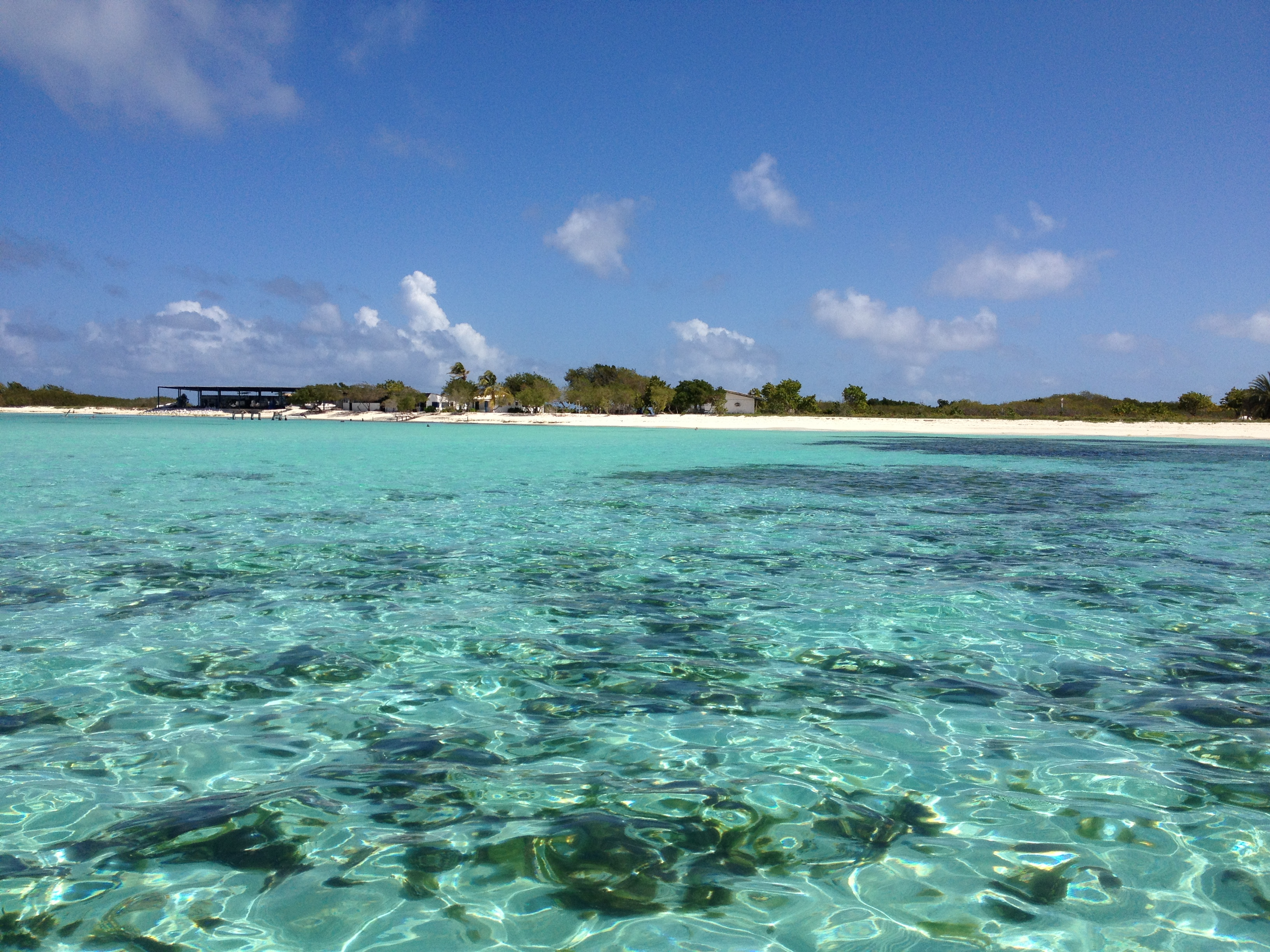
Archipiélago Los Roques en el mar Caribe.
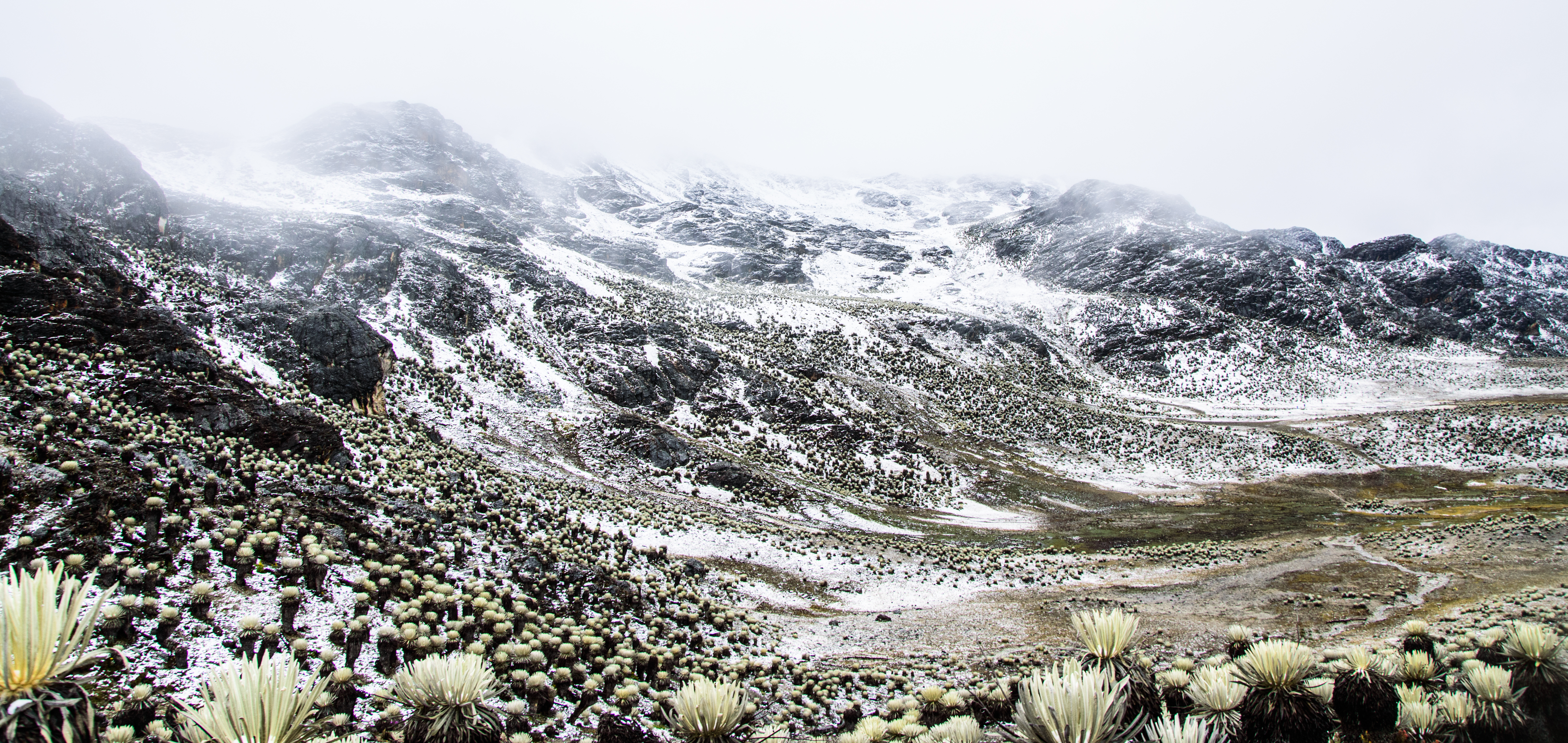
Valle Mifafí en la Sierra Nevada de Mérida.
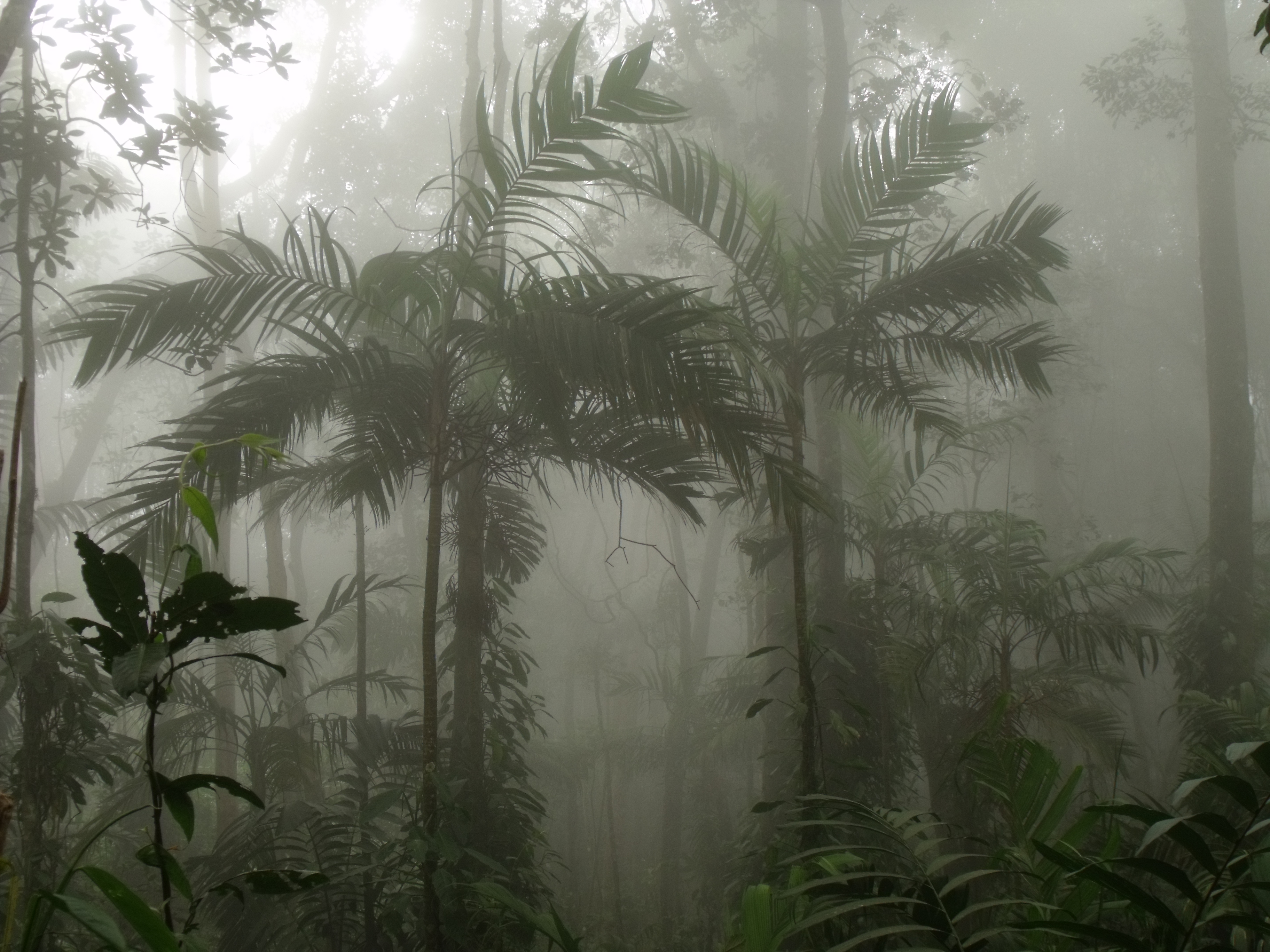
Bosque nublado en el Parque nacional El Ávila.
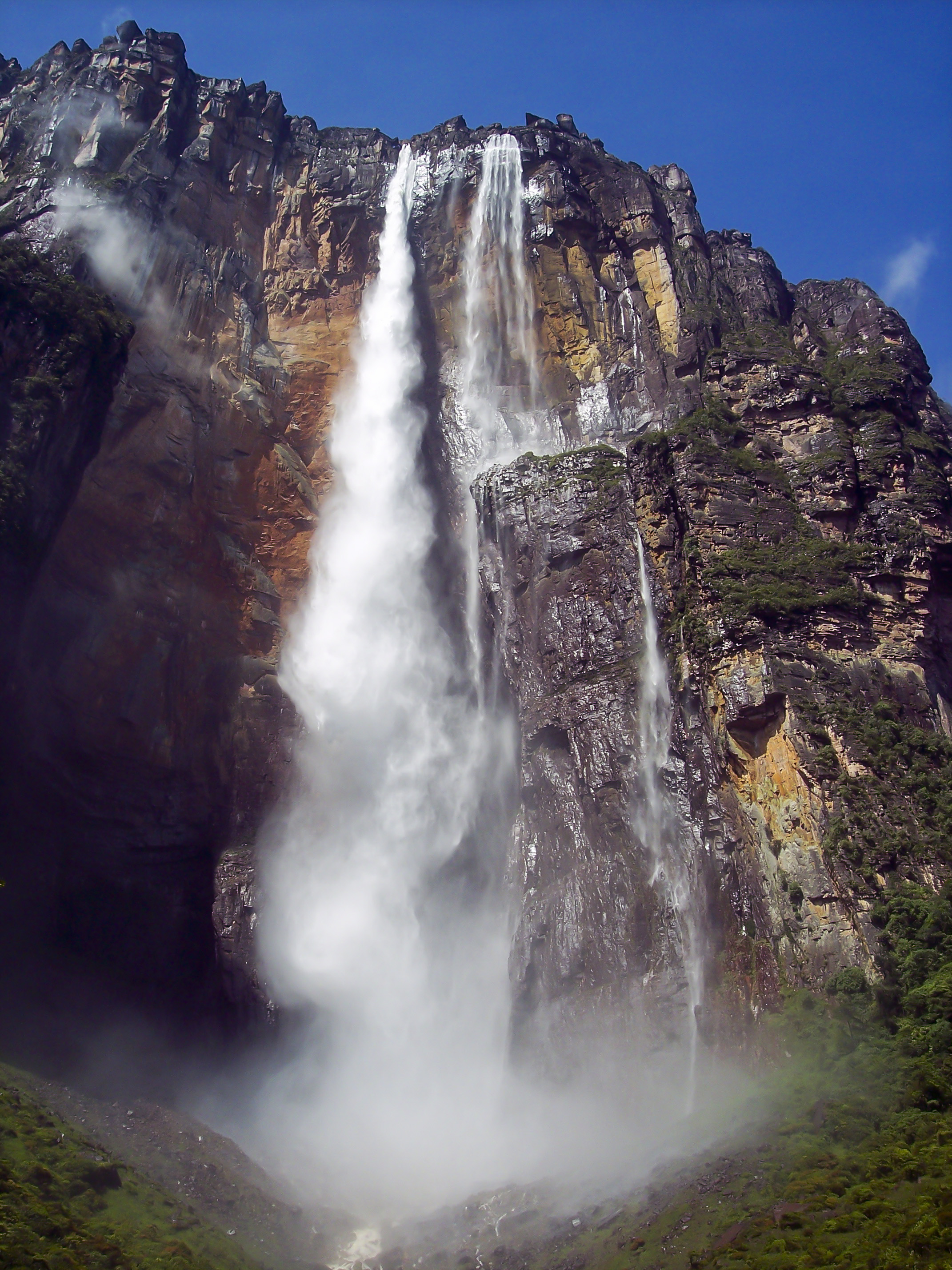
El Salto Ángel en el Parque nacional Canaima, es la cascada o caída de agua más alta del mundo.
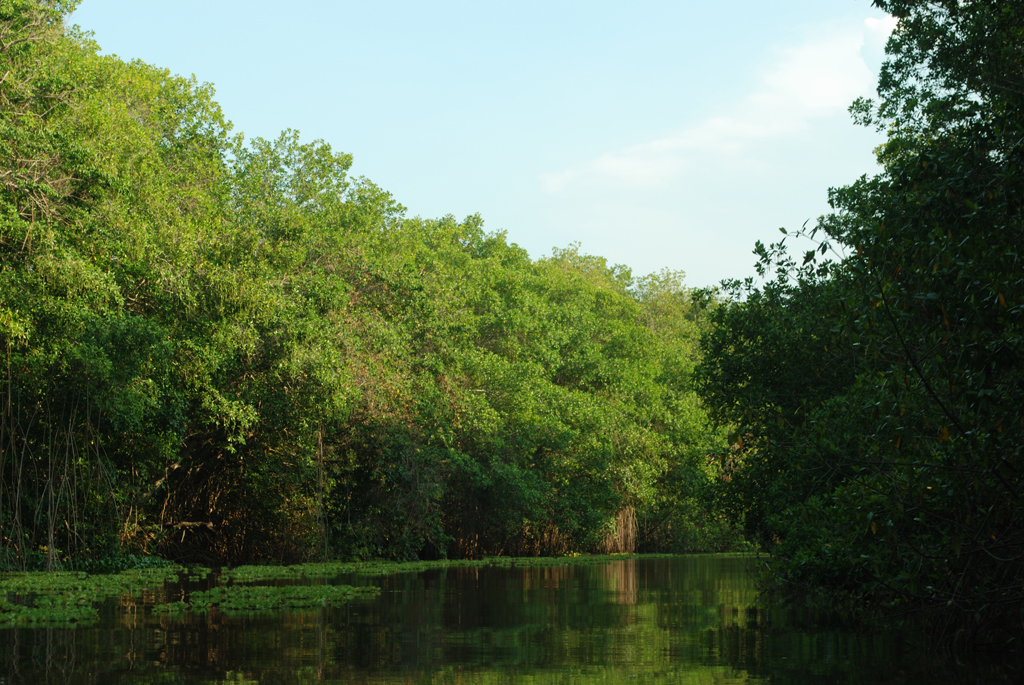
Manglares en la Laguna de Sinamaica.
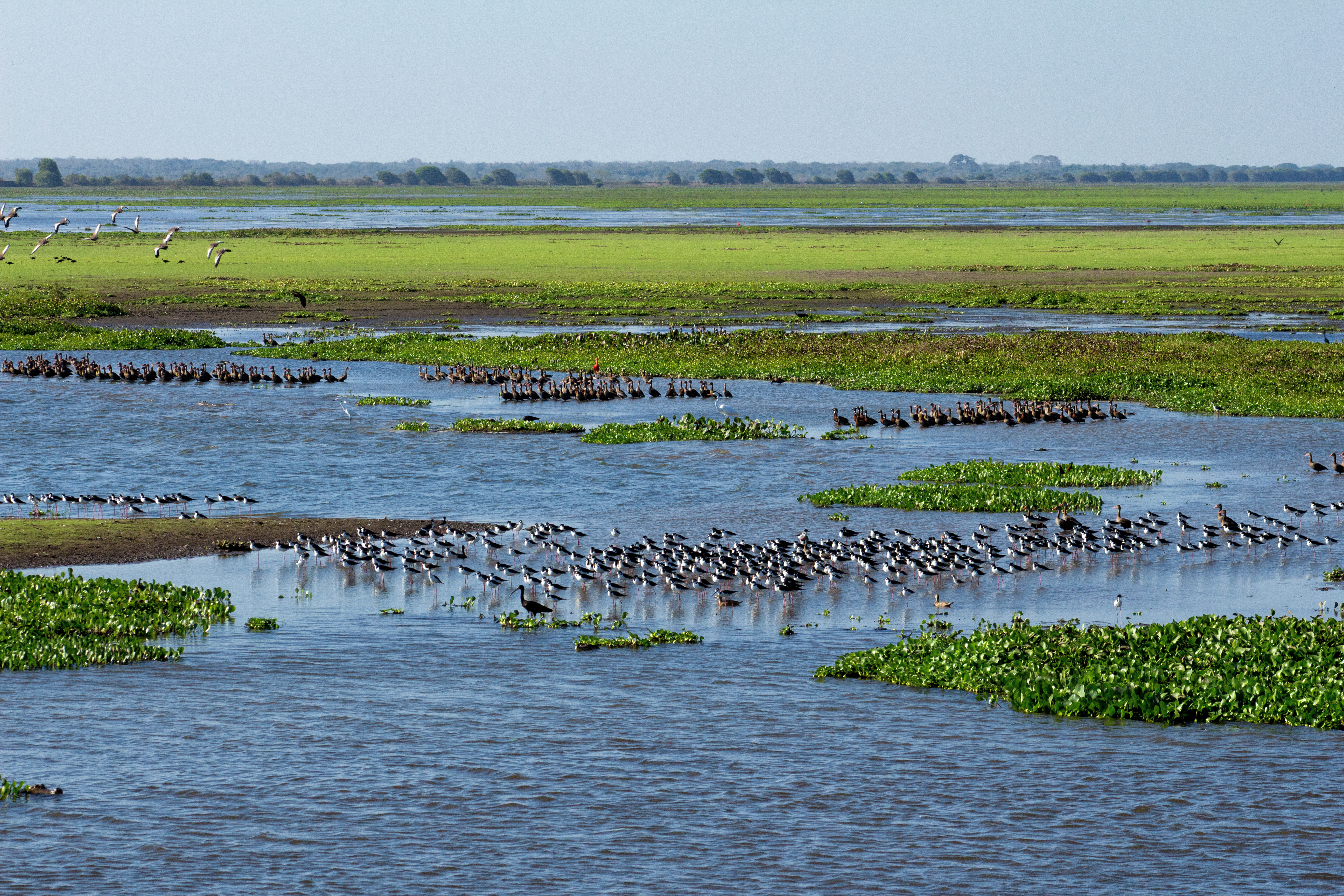
En la región de Los Llanos se puede apreciar una gran variedad de especies de aves.